# Intenso bombardamento tardivo
La locuzione intenso bombardamento tardivo (noto anche come LHB, dall'inglese Late Heavy Bombardment) indica un periodo di tempo che si estende tra 4,1 e 3,8 miliardi di anni fa (tra Adeano e Eoarcheano), caratterizzato da un gran numero di impatti astronomici che hanno colpito i pianeti rocciosi e i loro satelliti naturali nel sistema solare interno, tra cui Mercurio, Venere, la Terra (e la Luna) e Marte. La prova di questo evento viene principalmente dalla datazione dei reperti lunari portati sulla Terra dalle missioni Apollo, che indicano che la maggior parte delle rocce da impatto si sono formate in questo intervallo di tempo.
Nonostante siano state formulate numerose ipotesi per spiegare il flusso di materiale asteroidale e/o cometario verso il sistema solare interno, non è ancora maturato un consenso riguardo alle sue cause. Una teoria postula che la migrazione dei giganti gassosi verso le loro attuali orbite abbia causato delle instabilità nelle orbite degli oggetti della fascia principale e della fascia di Kuiper, facendo loro assumere delle orbite estremamente eccentriche che intersecavano quelle dei pianeti interni. Secondo un'altra ipotesi i materiali prelevati dalla Luna non si sarebbero formati necessariamente a seguito di un impatto avvenuto 3,9 miliardi di anni fa, e l'apparente concentrazione di impattiti durante questo arco di tempo sarebbe dovuta al campionamento del materiale effettuato in un unico vasto bacino di impatto.

## Prove di un cataclisma

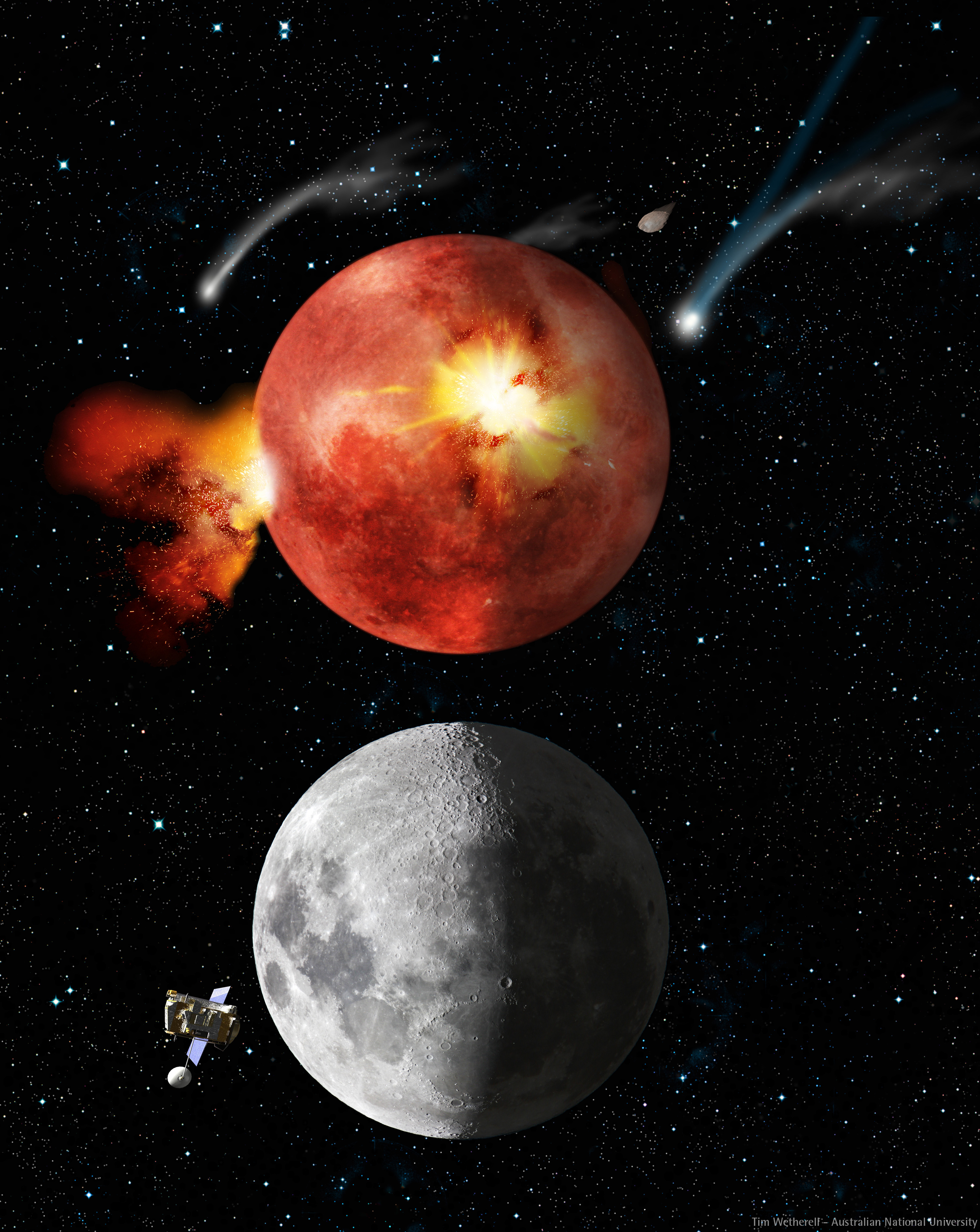
Rappresentazione artistica della Luna durante il bombardamento asteroidale e come si presenta oggi.

La principale prova di un cataclisma lunare viene dalla datazione radiometrica delle rocce fuse da impatti che sono state raccolte durante le Missioni apollo. Si ritiene che la maggior parte di queste rocce fuse siano state formate durante collisioni di asteroidi o comete di decine di km di diametro, che hanno creato crateri meteorici di centinaia di km di diametro.
I siti di allunaggio dell'Apollo 15, Apollo 16 e Apollo 17 sono stati scelti in virtù della loro prossimità ai bacini del Mare della pioggia, del Mare del nettare e del Mare della serenità. Le rocce fuse raccolte in questi siti furono studiate sulla Terra e le loro età risultarono essere comprese tra i 3,8 e i 4,1 miliardi di anni.

L'apparente raggruppamento delle età di queste rocce fu annunciato per la prima volta a metà anni settanta da Fouad Tera, Dimitri A. Papanastassiou e Gerald Wasserburg che ipotizzarono che queste età fossero la traccia di un intenso bombardamento cosmico subito dalla Luna che chiamarono cataclisma lunare e ritennero che rappresentasse un drammatico aumento del tasso di bombardamento della Luna avvenuto circa 3,9 miliardi di anni fa.
Se queste rocce fuse si formarono a seguito alla formazione di questi tre bacini d'impatto, non solo questi tre grandi bacini si formarono in un breve intervallo di tempo ma, sulla base della stratigrafia del suolo lunare, anche molti altri. Questi risultati al momento della loro pubblicazione furono molto discussi.
Ma con l'aumentare dei dati disponibili, in particolare quelli delle meteoriti lunari, sono aumentati i sostenitori di questa teoria.
Le meteoriti lunari ci forniscono campioni di regioni della superficie lunare scelte solo dal caso e almeno una parte di questi devono provenire da regioni lontane dai siti di atterraggio delle missioni Apollo. Molte delle meteoriti lunari feldspatiche probabilmente si sono originate nella faccia nascosta della Luna e gli impatti che le hanno originate sono stati recentemente datati; in accordo con l'ipotesi cataclismatica nessuna è risultata più antica di 3,9 miliardi di anni. Tuttavia le loro età non sono raggruppate attorno a questa data, ma si distribuiscono lungo un intervallo di tempo compreso tra i 2,5 e i 3,9 miliardi di anni.
Studi sulla distribuzione delle dimensioni dei crateri degli altopiani suggeriscono che lo stesso tipo di proiettili colpì Mercurio e la Luna durante l'LHB. Se la sequenza di impatti dell'LHB di Mercurio è analoga a quella dell'LHB della Luna, l'età del più giovane bacino da impatto di Mercurio, il Bacino Caloris, dovrebbe essere comparabile con l'età dei più giovani bacini lunari, i mari Orientale e Imbrium, e tutte le strutture geologiche presenti in esse dovrebbero essere più vecchie di 3 miliardi di anni.

## Critiche all'ipotesi cataclismatica
Nonostante il consenso all'ipotesi del cataclisma sia aumentato, in particolare tra gli esperti di Meccanica celeste che stanno cercando di trovare le cause di questo fenomeno, l'ipotesi catastrofista è ancora una teoria controversa basata su presupposti discutibili.
Due critiche all'ipotesi catastrofista sono:
1. il raggruppamento delle età degli impatti potrebbe essere un artefatto dovuto al campionamento degli ejecta di un solo bacino d'impatto;
2. la mancanza di rocce fuse dovute ad impatti più vecchi di 4,1 miliardi di anni sarebbe dovuta al fatto che queste rocce sono state polverizzate o la loro età è stata azzerata o alterata.

La prima critica riguarda l'origine delle rocce fuse che sono state campionate nei siti di atterraggio delle missioni Apollo. Queste rocce sono state considerate come originate dal più vicino bacino; è stato quindi ipotizzato che la maggior parte di esse sia derivata dal Mare Imbrium. Il bacino del Mare Imbrium è il più giovane e il più largo dei bacini a più anelli situati nella parte centrale della faccia visibile della Luna; modelli quantitativi mostrano che considerevoli quantità di ejecta originati dall'evento che ha creato il Mare Imbrium dovrebbero essere presenti in tutti i siti di allunaggio delle missioni Apollo. Secondo questa critica, il raggruppamento delle età delle rocce fuse attorno ai 3,9 miliardi di anni riflette semplicemente il fatto che queste rocce derivano da un solo impatto, quello dell'Imbrium e non di differenti impatti.
La seconda critica riguarda il significato della mancanza di rocce fuse da impatti più vecchie di 4,1 miliardi di anni. Un'ipotesi su questo fatto che non implica un bombardamento cosmico è che rocce fuse più vecchie possono effettivamente esistere, ma la loro età è stata azzerata dal continuo bombardamento cosmico che avrebbero subito negli ultimi 4 miliardi di anni. Inoltre, è possibile che queste ipotetiche rocce siano state sminuzzate in frammenti così piccoli da rendere impossibile la misura della loro età usando gli usuali metodi radiometrici.

## Conseguenze geologiche sulla Terra
Se un catastrofico evento di craterizzazione è accaduto sulla Luna, anche la Terra deve essere stata interessata dallo stesso evento. Estrapolando il tasso di craterizzazione lunare alla Terra si ottiene che sul nostro pianeta si dovrebbero essere formati:
- 22 000 o più crateri d'impatto con diametri minori di 20 km,
- circa 40 grandi crateri d'impatti con diametri dell'ordine dei 1.000 km,
- vari bacini da impatto con diametri dell'ordine dei 5.000 km.

Questi impatti avrebbero causato seri danni ambientali mediamente ogni 100 anni. Prima della formulazione della teoria LHB si riteneva che la superficie terrestre fosse rimasta allo stato fuso fino a 3,8 miliardi di anni fa. Questa età è ritrovata in tutte le più vecchie rocce della Terra, e sembra rappresentare un limite oltre il quale non possono essere trovate rocce più vecchie. Questa datazione rimane praticamente costante in tutti i metodi di datazione usati, ivi incluso il metodo considerato il più accurato e meno influenzato da eventi esterni, quello dell'uranio-piombo sullo zirconio. Poiché non si trovano rocce più antiche si ritiene che la Terra sia rimasta fusa fino a quel momento, che delimita il limite tra l'Adeano e il successivo Archeano. Tuttavia rocce più vecchie sono state trovate sotto forma di frammenti di asteroidi che cadono sulla Terra come meteoriti. Come le rocce terrestri, anche gli asteroidi mostrano di possedere un'età limite attorno ai 4,6 miliardi di anni, età che è ritenuta quella della formazione dei primi corpi di discrete dimensioni formatisi nel disco protoplanetario allora esistente attorno al giovane Sole. L'Adeano, quindi, è stato il periodo durante il quale si formarono queste prime rocce nello spazio e la formazione della prima crosta solida sulla superficie della Terra, circa 700 milioni di anni più tardi. Questo periodo includerebbe la fase di formazione per accrescimento dei pianeti dal disco protoplanetario e il loro lento raffreddamento fino alla formazione di una crosta solida a partire dalla elevata temperatura iniziale che possedevano, dovuta alla loro contrazione sotto l'influsso dall'energia gravitazionale. Successivi calcoli dimostrarono che il tasso di accrescimento e raffreddamento dipendevano dalla dimensione dei corpi celesti, e che questo su un oggetto delle dimensioni della Terra sarebbe successo rapidamente, in circa 100 milioni di anni.

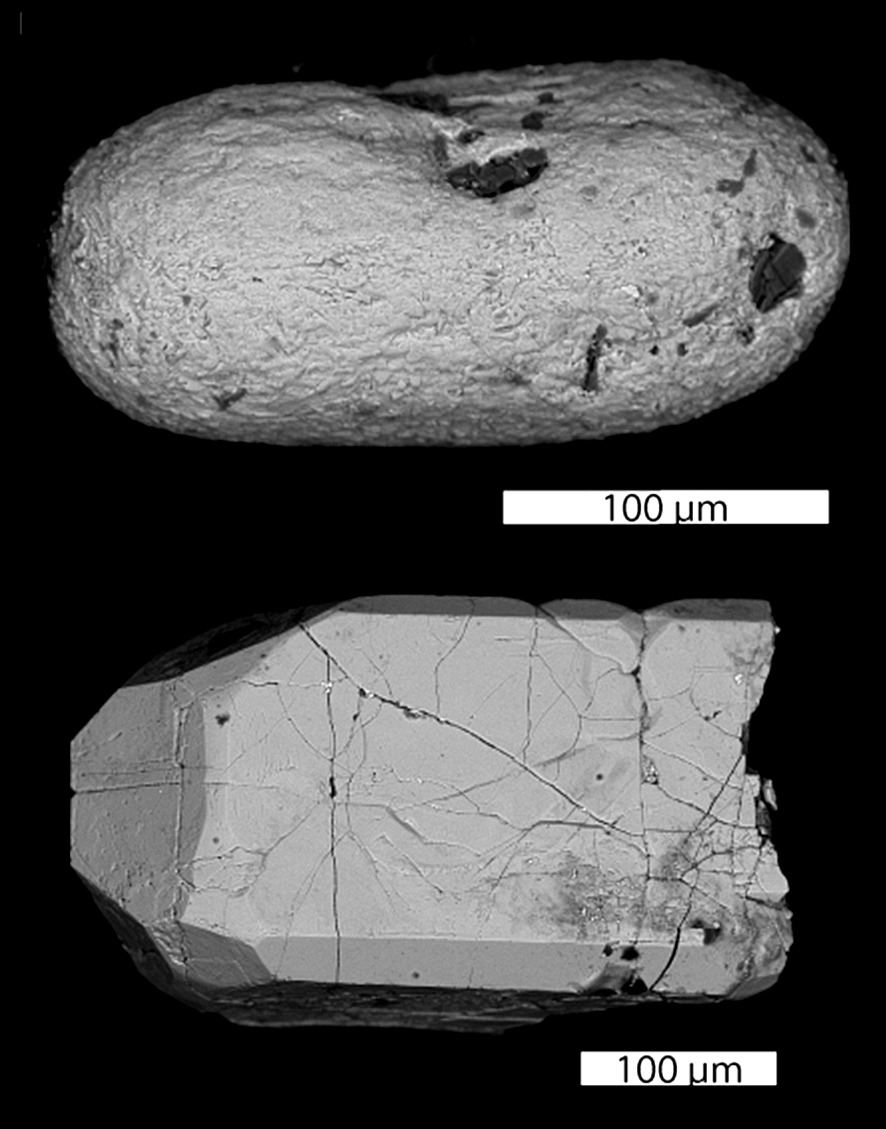
Micrografia elettronica a retrodiffusione di zirconi detritici in metasedimenti archeani delle Jack Hills (Craton di Yilgarn, Australie occidentale). La parte superiore è arrotondata dall'abrasione, la parte inferiore reca ancora le facce cristalline originali.

La differenza tra le misure e la teoria è stata considerata un mistero all'epoca in cui furono svolte queste ricerche. La teoria dell'LHB è attualmente presentata come una spiegazione a questa incongruenza. Secondo questa teoria, le rocce datanti fino a 3,8 miliardi di anni sono quelle che si sono solidificate dopo che una notevole parte della crosta lunare è stata distrutta durante l'LHB. Lo gneiss di Acasta nello scudo continentale canadese e gli gneiss delle Jack Hills nel Narryer Gneiss Terrane nell'Australia occidentale, costituiscono i più antichi frammenti di crosta continentale della Terra e sono successivi all'LHB. Il più antico minerale datato della Terra, uno zircone proveniente dalle Jack Hills, precede l'LHB ma potrebbe essere semplicemente un frammento della crosta sopravvissuto ed inglobato in una roccia molto più giovane (~3800 milioni di anni). Alcuni geologi affermano di aver trovato rocce vecchie di 4,28 miliardi di anni nel Quebec, Canada. Questo ha rappresentato una rivoluzione nella comprensione delle prime tappe della storia della Terra durante l'Adeano.
Fino a pochi anni fa le fonti scientifiche riportavano spesso che nell'Adeano la Terra aveva una superficie fusa o con una crosta solida di piccolissimo spessore interrotta da numerosissimi vulcani. Il nome del periodo, Adeano, veniva riferito alle condizioni infernali che si riteneva esistessero in quel tempo sulla Terra. Attualmente si ritiene che la superficie terrestre fosse solida già nell'Adeano, con una temperatura relativamente non elevata e coperta di acqua contenente particelle silicatiche. Questa convinzione deriva dalla scoperta di vari particolari rapporti isotopici che suggeriscono che si sia sviluppata una chimica basata sull'acqua in un momento precedente a quello della formazione delle più vecchie rocce conosciute.
Di particolare interesse quanto asserito da Manfred Schidlowski nel 1979: i rapporti isotopici del carbonio di certe rocce sedimentarie rinvenute in Groenlandia sarebbero derivati dalla presenza di materiale organico. C'è stato un ampio dibattito sull'esatta datazione di queste rocce, tra Schidlowski che sosteneva avessero un'età di 3.800 milioni d'anni e altri ricercatori che ritenevano avessero soli 3.600 milioni d'anni. In ogni caso l'abiogenesi, ossia la nascita della vita sulla Terra, sarebbe accaduta in un tempo relativamente breve dopo la formazione della crosta solida, e se Schidlowski ha ragione, in ancor meno tempo.
L'LHB e la rifusione della crosta terrestre suggeriscono un limite temporale entro il quale tutto questo sia accaduto: la vita sarebbe nata immediatamente dopo l'LHB, o più probabilmente gli sarebbe sopravvissuta, dopo essere nata durante l'Adeano. Studi recenti indicherebbero che le rocce scoperte da Schidlowski si sono formate nella parte più vecchia dell'intervallo di età possibili, circa 3,85 miliardi di anni. I risultati di Schidlowski sono ancora al centro dei più animati dibattiti. Più recentemente, uno studio simile condotto sulle rocce rinvenute sulle Jack Hills ha mostrato tracce dello stesso tipo di indicatore di una possibile origine organica.
Thorsten Geisler dell'Istituto di Mineralogia dell'Università di Münster, ha studiato le tracce di carbonio incluse in piccoli pezzi di diamante e grafite presenti all'interno di cristalli di zircone vecchi di 4,25 miliardi di anni: ha trovato che il rapporto carbonio-12/carbonio-13 era inusualmente alto, un'alterazione generalmente considerata come una manipolazione da parte della vita. Modelli tridimensionali sviluppati al computer nel maggio 2009 da un gruppo di ricerca dell'Università del Colorado a Boulder, permettono di ritenere che una buona parte della crosta terrestre e i microbi che vi vivevano sopra, possa essere sopravvissuta all'LHB. Questi modelli suggeriscono che anche se la superficie della Terra è stata sterilizzata, le sorgenti idrotermali sotto la sua superficie potrebbero aver fatto sopravvivere la vita fornendo un santuario per gli organismi termofili.

## Possibili cause

### Migrazione dei pianeti giganti gassosi
Una serie di simulazioni fatte da Gomes e altri partono con un Sistema Solare dove i pianeti gassosi sono distribuiti in una configurazione orbitale compatta. Questa configurazione è in sé stabile, ma se si ipotizza l'esistenza di una massiccia Fascia di Kuiper, gli oggetti che l'avrebbero costituita avrebbero interagito con i pianeti gassosi spingendoli a spostarsi lentamente, in un intervallo di tempo di alcune centinaia di milioni di anni. I calcoli mostrano che Giove si sarebbe spostato verso il Sole, mentre i restanti pianeti gassosi si sarebbero allontanati dal Sole.
A causa di questa migrazione planetaria, il Sistema Solare avrebbe cominciato a diventare catastroficamente instabile appena le orbite di Giove e Saturno avrebbero raggiunto tra di loro una risonanza di 1:2, che avrebbe causato una rapida riconfigurazione dei corpi del Sistema Solare esterno che si sarebbero allontanati da Giove. La migrazione dei pianeti gassosi avrebbe provocato variazioni nelle risonanze da loro create, variazioni che avrebbero svuotato parzialmente la Fascia di Kuiper e la Fascia principale degli asteroidi aumentando le eccentricità delle orbite dei corpi che le costituivano, permettendo loro così di transitare nel Sistema Solare interno ed impattare con i pianeti terrestri ivi presenti.

### Tarda formazione di Urano e Nettuno
Secondo una simulazione della formazione del Sistema solare, i pianeti esterni Urano e Nettuno si formarono molto lentamente durante un periodo di vari miliardi di anni. Harold Levison e il suo team hanno anche ipotizzato che la bassa densità del materiale presente nel Sistema solare esterno durante la formazione dei pianeti avrebbe rallentato notevolmente la loro crescita. La tarda formazione di questi pianeti ha fatto ipotizzare una differente causa per l'LHB. Tuttavia recenti calcoli sull'aggregazione nel sistema solare esterno dei gas a partire da planetesimali, danno come risultato che i pianeti gioviani si devono essere formati rapidamente, in tempi dell'ordine dei 10 milioni di anni, e questo non andrebbe a favore di un LHB provocato da una lenta formazione di tali pianeti.

### Teoria del pianeta V
Uno di tali meccanismi è rappresentato dalla teoria del Pianeta V, che ipotizza l'esistenza di un quinto pianeta, più piccolo di Marte, nella parte interna del Sistema solare, posizionato tra l'orbita di Marte ed il bordo interno della Fascia degli asteroidi. L'orbita di questo pianeta è stata teorizzata quasi circolare e metastabile; questa orbita è stata perturbata al tempo dell'LHB, diventando più eccentrica e cominciando a spingere gli asteroidi ad entrare in collisione con i pianeti interni prima di entrare a sua volta in collisione col Sole.